# Non ho l’età (per amarti)
Non ho l’età (per amarti) (italienisch für „Ich bin nicht alt genug [dich zu lieben]“) ist ein Lied von Gene Colonnello, Nisa und Mario Panzeri aus dem Jahr 1964. Die italienische Sängerin Gigliola Cinquetti gewann damit zunächst das Sanremo-Festival 1964 und in der Folge auch den Eurovision Song Contest 1964. Dieser Erfolg zog mehrere (auch fremdsprachige) Coverversionen nach sich, besonders erfolgreich war darunter die französische Version Je suis à toi von Patricia Carli.

## Hintergrund
Gigliola Cinquetti hatte zunächst in ihrer Heimatstadt Verona einen Gesangswettbewerb gewonnen und ging 1963 mit 15 Jahren auf besonderen Wunsch von Gianni Ravera, damals künstlerischer Leiter des Sanremo-Festivals, beim Newcomer-Wettbewerb Festival di Castrocaro ins Rennen. Mit ihrem erneuten Sieg in Castrocaro qualifizierte die Sängerin sich automatisch für das Sanremo-Festival des nächsten Jahres. Ravera hatte 1964 eine Reihe von neuen Regeln eingeführt, um die Beliebtheit des Festivals wieder zu steigern. So erhielt jeder Teilnehmer einen internationalen Gast zur Seite gestellt, der das jeweilige Lied in einer zweiten Version vortrug. Im Fall von Cinquetti war dies die Italo-Belgierin Patricia Carli. 
Das vom Plattenlabel CGD ausgesuchte Lied wurde von einem Sanremo-erfahrenen Songwriter-Team geschrieben: Mario Panzeri war bereits 1951 am ersten Sanremo-Siegerlied Grazie dei fior von Nilla Pizzi beteiligt gewesen, Nisa hatte erstmals 1953 ein Lied im Rennen und Colonnello war wenige Jahre zuvor selbst als Sänger angetreten. Aufgrund der Regel, dass jeder Songwriter nur ein Lied im Wettbewerb haben konnte, wurde Colonnellos Name jedoch nicht genannt (er hatte in diesem Jahr auch L’inverno cosa fai? für Piero Focaccia geschrieben) und erst nachträglich registriert. Das Lied wurde der erst 16-jährigen Sängerin auf den Leib geschrieben und ihr natürlicher, unschuldig-naiver Auftritt entsprach voll und ganz den Erwartungen der stark christdemokratisch geprägten Rai: in sittsamem Kleidchen, ohne Make-up und mit zusammengebundenem Haar.

## Erfolg in Sanremo und beim ESC
Entgegen den Prognosen, die in Sanremo 1964 für Roby Ferrante oder Domenico Modugno sprachen, kürten die aufs ganze Land verteilten („demoskopischen“) Publikumsjurys (die sich infolge neuer Regeln zu 50 % aus unter 25-Jährigen zusammensetzten) Cinquetti und Carli zu Siegern. Modugno äußerte sehr deutlich sein Missfallen und bezeichnete das Ergebnis als buffonata, „Unsinn“. Cinquetti ist bis heute die jüngste Siegerin des Sanremo-Festivals. Die mit der B-Seite Sei un bravo ragazzo (von Franco Migliacci und Enrico Polito) veröffentlichte Single wurde nach dem Festivalsieg auch ein Verkaufserfolg, unterlag in den Charts jedoch zunächst Bobby Solos Sanremo-Beitrag Una lacrima sul viso und erreichte nur den dritten Platz.
Wie schon in den Vorjahren stellte das Siegerlied des Sanremo-Festivals gleichzeitig den italienischen Beitrag zum Eurovision Song Contest dar, der in jenem Jahr Ende März in Kopenhagen stattfand. Auch dort konnte Cinquetti mit Non ho l’età, genauso brav und konservativ präsentiert wie in Sanremo, einen großen Erfolg feiern und den ersten ESC-Sieg für Italien erreichen. Im Anschluss stieg die Single in Italien doch noch auf Platz eins der Charts und auch im Ausland war das Lied ein Charterfolg und zog eine Reihe fremdsprachiger Versionen nach sich. Cinquetti selbst nahm das Lied auch auf Spanisch (No tengo edad, Text von Pacho), Französisch (Je suis à toi, Text von Patricia Carli), Deutsch (Luna nel blu, Text von Kurt Hertha), Japanisch (夢みる想い, Yumemiru Omoi, Text von Hiroshi Arakawa) und Englisch (This Is My Prayer, Text von Buddy Kaye und Philip Springer) auf, Patricia Carli auf Französisch und Italienisch.

## Musik
Der Aufbau des Liedes folgt dem Schema ABABA (Strophe-Refrain-Strophe-Refrain-Strophe). Es steht im 4/4-Takt, ist jedoch sowohl in Melodie als auch Begleitung durch einen fast durchgehenden Triolenrhythmus gekennzeichnet. Die Originaltonart ist F-Dur.
Die Arrangements stammen von Franco Monaldi, der bei Cinquettis Auftritten in Sanremo und Kopenhagen auch dirigierte, und sind sehr streicherlastig. Vor allem in den einleitenden vier Takten kommen die Streicher durch schnelle, steigende Glissandi stark zum Tragen, die jeweils die absteigenden Akkorde des Klaviers einleiten, in der Abfolge I-IV-I-V(7). Die Strophen werden über einer einfachen Kadenz gesungen, die durch die sechste Stufe (d-Moll) im zweiten Takt erweitert wird; der Dominantseptakkord zieht sich im Gegensatz zu den anderen Stufen über zwei Takte. Beim ersten Durchlauf bleibt die Begleitung sehr verhalten, erst bei der Wiederholung setzen die Streicher sowie die absteigenden Klavierakkorde wieder ein. Die Musik steigert sich durch schnellere Streicherbewegungen sowie eine intensivere Singstimme zum kurzen Refrain hin, wo die Akkordfolge der Strophe zusätzlich durch einen A-Dur-Septakkord (dritte Stufe) erweitert wird:
(Musikzitat nach dem bei Suvini Zerboni / Sugarmusic lizenzierten Klavierauszug Je suis à toi, Editions musicales Eddie Barclay [649.B], Paris 1964.)
Der Refrain bleibt auf der Dominante stehen (Halbschluss) und geht dann wieder in die Strophe über. Dies wiederholt sich einmal, wobei das Arrangement unverändert bleibt. Die letzte Strophe wird durch eine verkürzte Version der Einleitung abgeschlossen, welche auf der Tonika endet (Plagalschluss).
Cinquettis Gesang ist sauber, anmutig und delikat, mit wenigen Zwischentönen, aber gepflegt und präzise. Die Strophe beginnt die Sängerin beinahe mit einem Flüstern, um sich im Refrain zu steigern. Auch bei Auftritten sang sie streng nach den Noten, ohne Platz für Variationen zu lassen.

## Text
Die Sängerin wendet sich im Text an eine unbekannte Person. In der ersten Strophe erklärt sie, zu jung zu sein, um diese zu lieben oder auch nur zu zweit auszugehen; sie wüsste ja doch nichts zu sagen, da sie noch so unwissend sei. Im Refrain folgt die Bitte, sie zuerst eine „romantische“ Liebe (un amore romantico) leben zu lassen, bis sie alt genug sein werde. Dann werde sie (zweite Strophe) der angesprochenen Person, so diese gewartet habe, all ihre Liebe geben. Der Text der dritten Strophe, mit der das Lied endet, ist identisch mit dem der zweiten; alle Strophen beginnen überdies mit denselben Anfangszeilen.
Cinquetti selbst erklärte 2014, sie habe sich mit der konservativen, reaktionären Botschaft des Liedes nie anfreunden können und ihre Karriere habe deshalb lange unter dem Druck dieses Erfolgstitels gelitten. Alberto Salerno, Sohn von Textdichter Nisa, bestritt den reaktionären Inhalt des Liedes jedoch, vielmehr sei der Text genau den gesellschaftlichen Verhältnissen eines jungen Mädchens im Italien des Jahres 1964 angepasst.

## Rezeption
Das Lied war nach dem ESC-Sieg ein Hit in ganz Europa und verkaufte sich mehr als zwei Millionen Mal. Im französischen Raum hatte auch Patricia Carli mit Je suis à toi Erfolg. Es erschienen unzählige Coverversionen, neben den Originalsprachen (Italienisch, Französisch, Spanisch, Englisch, Deutsch, Japanisch) noch in acht weiteren (Niederländisch, Tschechisch, Polnisch, Dänisch, Finnisch, Rumänisch, Isländisch und Chinesisch).
2014 wurde das Lied in Italien noch einmal in den Medien thematisiert, als der frisch vereidigte italienische Ministerpräsident Matteo Renzi es in seiner Rede vor dem Senat am 24. Februar 2014 zitierte. Damit spielte er auf sein relativ junges Alter (39) an, in dem er sich vor dem Senat präsentierte, für den zu jener Zeit ein passives Wahlrecht von 40 Jahren galt. In den Medien wurde in diesem Rahmen die Bedeutung des Textes und die Rolle Cinquettis aufgegriffen. 2017 erschien der Dokumentarfilm Non ho l’età, der die Bedeutung des Liedes für in die Schweiz ausgewanderte Italiener thematisiert.
Am 14. Mai 2022 trat Cinquetti beim Finale des Eurovision Song Contest 2022 im italienischen Turin mit dem Lied im Zwischenprogramm auf.

### Chartplatzierungen
| ChartsChartplatzierungen     | Höchstplatzierung | Wochen |
| ---------------------------- | ----------------- | ------ |
| Deutschland (Musikmarkt)     | 3 (6 Wo.)         | 6      |
| Flandern (Ultratop)          | 1 (12 Wo.)        | 12     |
| Italien (M&D)                | 1 (18 Wo.)        | 18     |
| Vereinigtes Königreich (OCC) | 17 (17 Wo.)       | 17     |
| Wallonie (Ultratop)          | 1 (28 Wo.)        | 28     |

| ChartsChartplatzierungen | Höchstplatzierung | Wochen |
| ------------------------ | ----------------- | ------ |
| Flandern (Ultratop)      | 20 (4 Wo.)        | 4      |
| Wallonie (Ultratop)      | 9 (16 Wo.)        | 16     |

### Coverversionen
Noch 1964 erschien eine Vielzahl von Coverversionen, sowohl der italienischen als auch der anderen Sprachversionen. In späteren Jahren erschienen noch vereinzelt weitere Cover.
Die italienische Version wurde etwa von Nancy Cuomo,
Wilma Goich,
Ernie Englund,
Rita Bertolini
Patricia Smith,
Di Rienzo,
André Verchuren (1964),
Heinz Schachtner (1975),
Oswaldo (1979),
Fabiola Paretti (1999) oder
Vega (2017) gecovert, die spanische von 
Lilly Bonato,
Los Diplomáticos,
Emilio el Moro,
Roy Etzel,
Gelu y Los Mustang,
Graciela,
Nadia Milton, Peter Delis y Su Orquesta,
Rosalía,
Los Tonys,
Tina Vilches con Hugo Ramírez y Su Orquestra (1964),
André y Su Conjunto,
Mirla Castellanos (1965),
Karina,
Luisa María Güell,
Renato Salani (1966),
Topo Gigio (1968),
Maria Elena Muelas (1969),
Silvia (1983),
Grupo Potrillo (1985) und
Twiggy (1994) sowie als No tiene edad (para amarte) von 
Torrebruno,
Rudy Ventura y Su Conjunto,
Los Catinos,
José Guardiola,
Los Javaloyas,
Vicky Lagos,
Rafael Mendoza y Los Big Boys,
Los Mustang (1964) und
The Ray Charles Singers (1966). Von der englischen Version gab es Aufnahmen durch
The Fleetwoods,
Vera Lynn,
Darlene Paul,
Tony Roma,
Linda Scott,
Leslie Uggams,
Dana Valery (1964),
The Ray Charles Singers,
die Kessler-Zwillinge (1965),
Shani Wallis (1966) und
Grethe & Jørgen Ingmann (1967).
Die deutsche Version wurde 1964 durch Belinda Uhl und Judita Čeřovská gecovert. Auf Niederländisch bzw. Flämisch erfolgten Cover mit unterschiedlichen Textversionen:
- Sandra Reemer – Als jij maar wacht … (1964; Text von Jan Pliet und Van Aleda)[75]
- De Strangers – Nee, nee lot da (1964; Text von Lex Colman)[76]
- Wendy van Wanten – Jij bent te jong (1996; Text von Yvan Brunetti)[77]
- Jo Vally – Laat me nu gaan (2012; Text von Fred Bekky)[78]

Neben einer Reihe von Instrumentalversionen durch besonders Easy-Listening-Gruppen (darunter Franck Pourcel y Su Gran Orquesta [1964], Roger Williams [1966], Michael Danzinger [1967] und Ralph Dokin [1969]) erschienen Coverversionen in sieben weiteren Sprachen:
- Judita Čeřovská – Měsíc v modrém (1964; tschechischer Text von Jiřina Fikejzová)[83]
- Wiesława Drojecka – Nie wolno mi (1964; polnischer Text von Nina Pilchowska)[84]
- Raquel Rastenni – Det er min bøn (1964; dänischer Text von Peter Mynte)[85]
- Anneli Sari – Liian nuori rakkauteen (1964; finnischer Text von Helena Korpela)[86]
- Margareta Pâslaru – De mă iubești (1965; rumänischer Text von Margareta Pâslaru)[87]
- Elly Vilhjálms – Heyr mína bæn (1965; isländischer Text von Ólafur Gaukur Þórhallsson)[88]
- Zhang Xiao Feng – 少女的祈禱 Shàonǚ de qídǎo (1966; chinesischer Text)[89]